# Orthophytum mucugense
Orthophytum mucugense là một loài thực vật có hoa trong họ Bromeliaceae. Loài này được Wand. & A.A.Conc. mô tả khoa học đầu tiên năm 2006.